# Italské referendum (1946)

Mapa podle oficiálních výsledků referenda (54,27 % pro republiku a 45,73 % pro monarchii)

Institucionální referendum (v italštině referendum istituzionale, neboli referendum sulla forma istituzionale dello Stato) se konalo v Itálii 2. června 1946, mělo za následek vyhlášení republiky.
Do roku 1946 byla Itálie královstvím v čele s králem ze savojské dynastie, která v Italském království panovala od dob risorgimenta. 28. října 1922 však Benito Mussolini, jenž se zpočátku těšil podpoře vládnoucího panovníka, uskutečnil svůj Pochod na Řím a v zemi zavedl fašismus a následně ji zavlekl do světového konfliktu na straně hitlerovského Německa. V roce 1946 jako výsledek lidového hlasování se Itálie stala republikou. Monarchisté poukazovali na podvody při volbách, ty se jim však nepodařilo dokázat. Ústavodárné shromáždění bylo sestaveno brzy poté.